# Agulla Torrat
L'Agulla Tourrat és un cim de 3.014 m d'altitud, amb una prominència de 16 m, que es troba a l'aresta nord del Pic Maubic, al massís de Nhèuvièlha, al departament dels Alts Pirineus (França).